# Dürerweg
Der Dürerweg ist ein Wanderweg der vom Klösterle in Sankt Florian bei Neumarkt (Südtirol) über Buchholz bei Salurn bis zu den Erdpyramiden von Segonzano im Cembratal (Trentino) führt. Der Weg ist nach dem Nürnberger Künstler Albrecht Dürer benannt, der 1494 bei seiner ersten Italienreise nach Venedig diese Orte besuchte.

## Geschichte
Zur Zeit der ersten Italienreise Albrecht Dürers war nachgewiesenermaßen der Talboden des Südtiroler Unterlandes durch die Etsch, die regelmäßig über die Ufer trat, überschwemmt und somit den Weg durch die Salurner Klause versperrte. Der deutsche Künstler musste aus diesem Grund nach seinem Aufenthalt im Klösterle, das im 12. Jahrhundert erbaut wurde und Reisende und Pilger beherbergte, über die alternative Route nach Buchholz und den Saúchsattel ausweichen. Einige Schlüsselstellen des Weges wurden von Albrecht Dürer als Gemälde dokumentiert.

## Route
Der Dürerweg führt vom Klösterle über die Ortschaft Laag und die Südwesthänge des Madruttbergs zur Schlucht des Laukenbachs und weiter über die sogenannte Römerbrücke nach Buchholz. Hier geht es bei einer durch eine Wassermühle angetriebenen Schmiede vorbei, über verschiedene Wege zum Saúch-Sattel (mit Schlafmöglichkeit) und der Vogelfangweide, dem Roccolo. Nun geht es im Cembratal über den Heiligen See. Über den Europäischen Fernwanderweg E5 geht es zur Ortschaft Cembra mit einigen Bauernhöfen und Herrenhäusern. Nun geht es über das Schloss von Segonzano zu den Erdpyramiden.

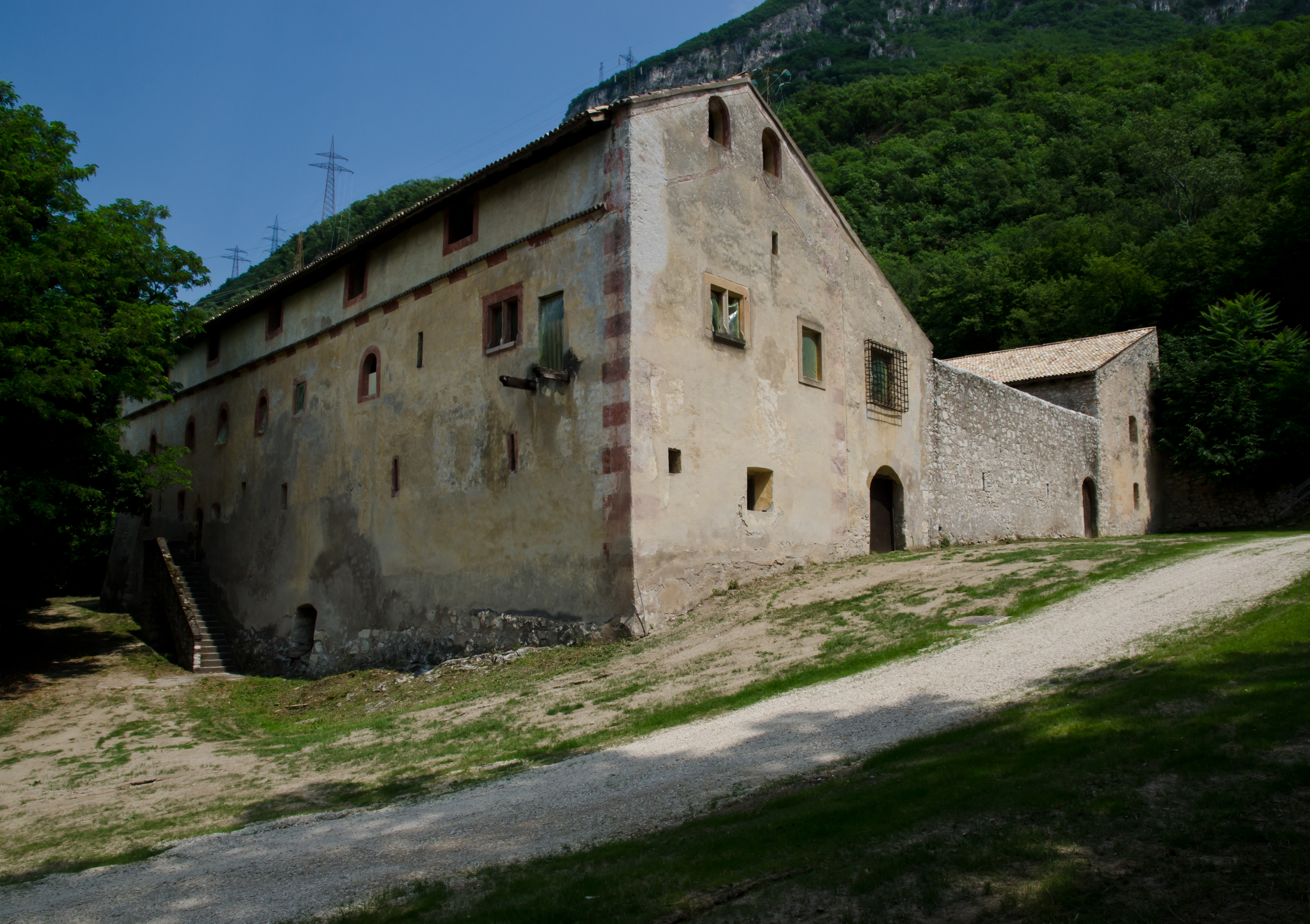
Klösterle im Etschtal
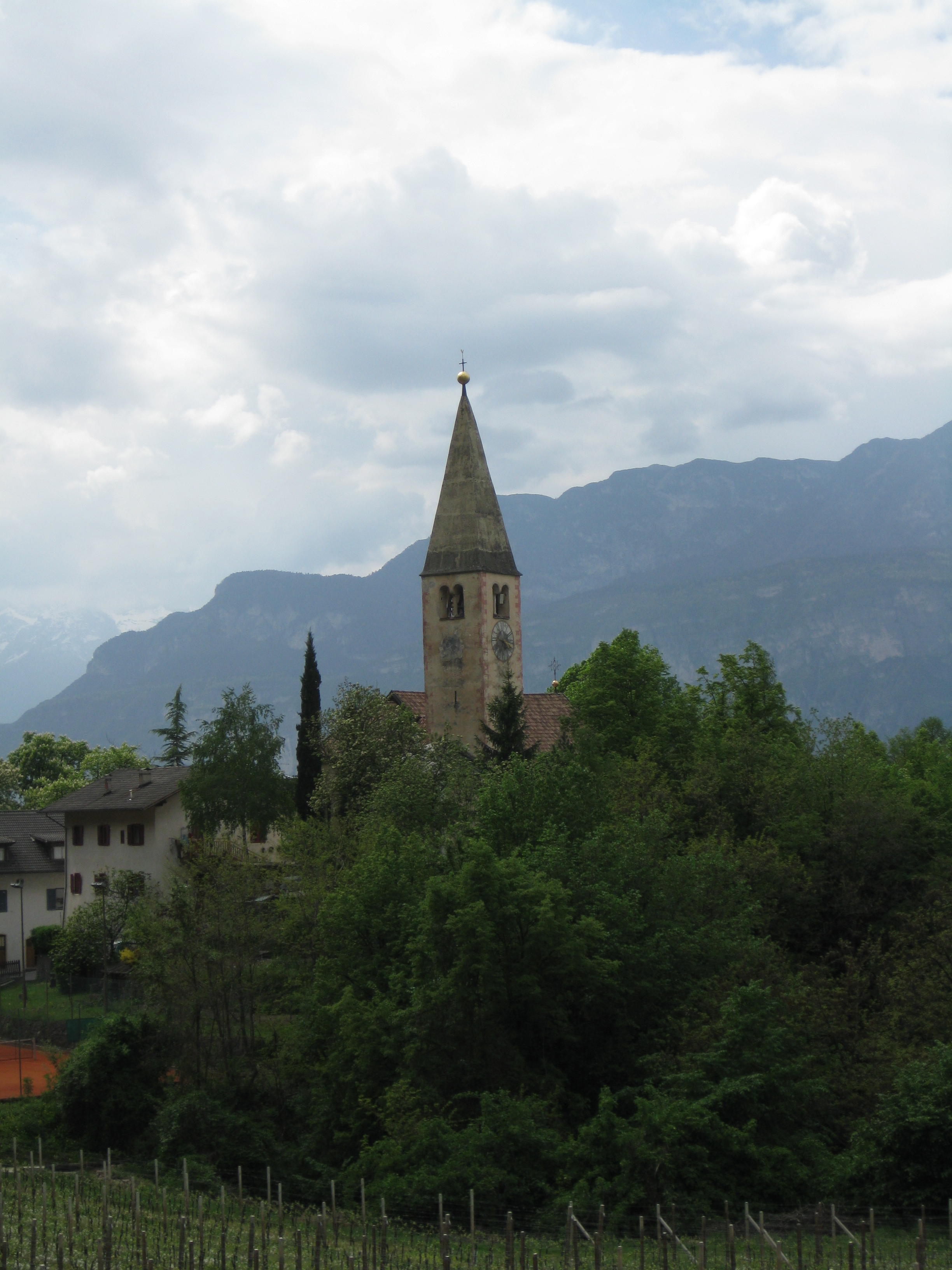
St. Ursula in Buchholz
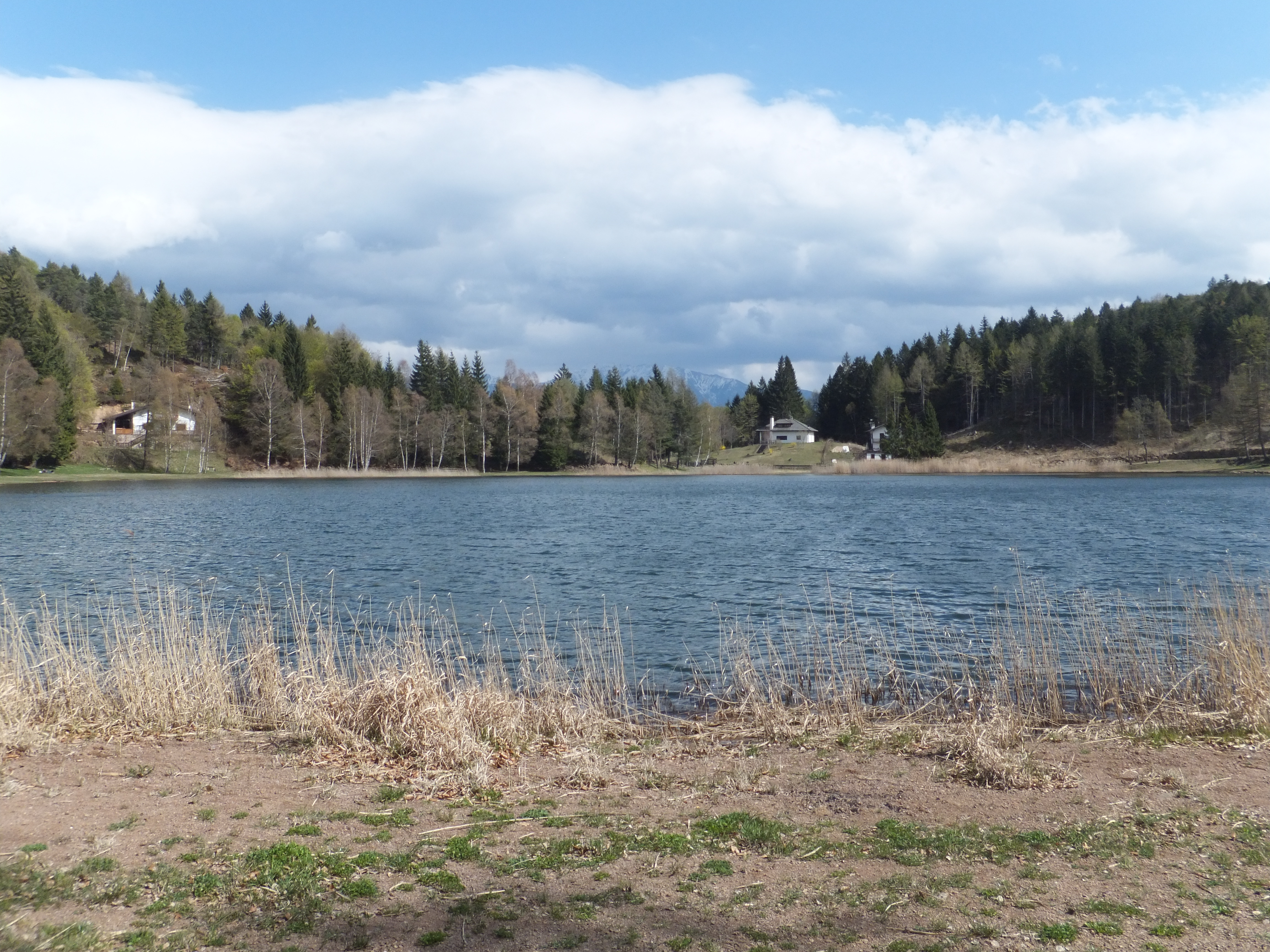
Lago Santo
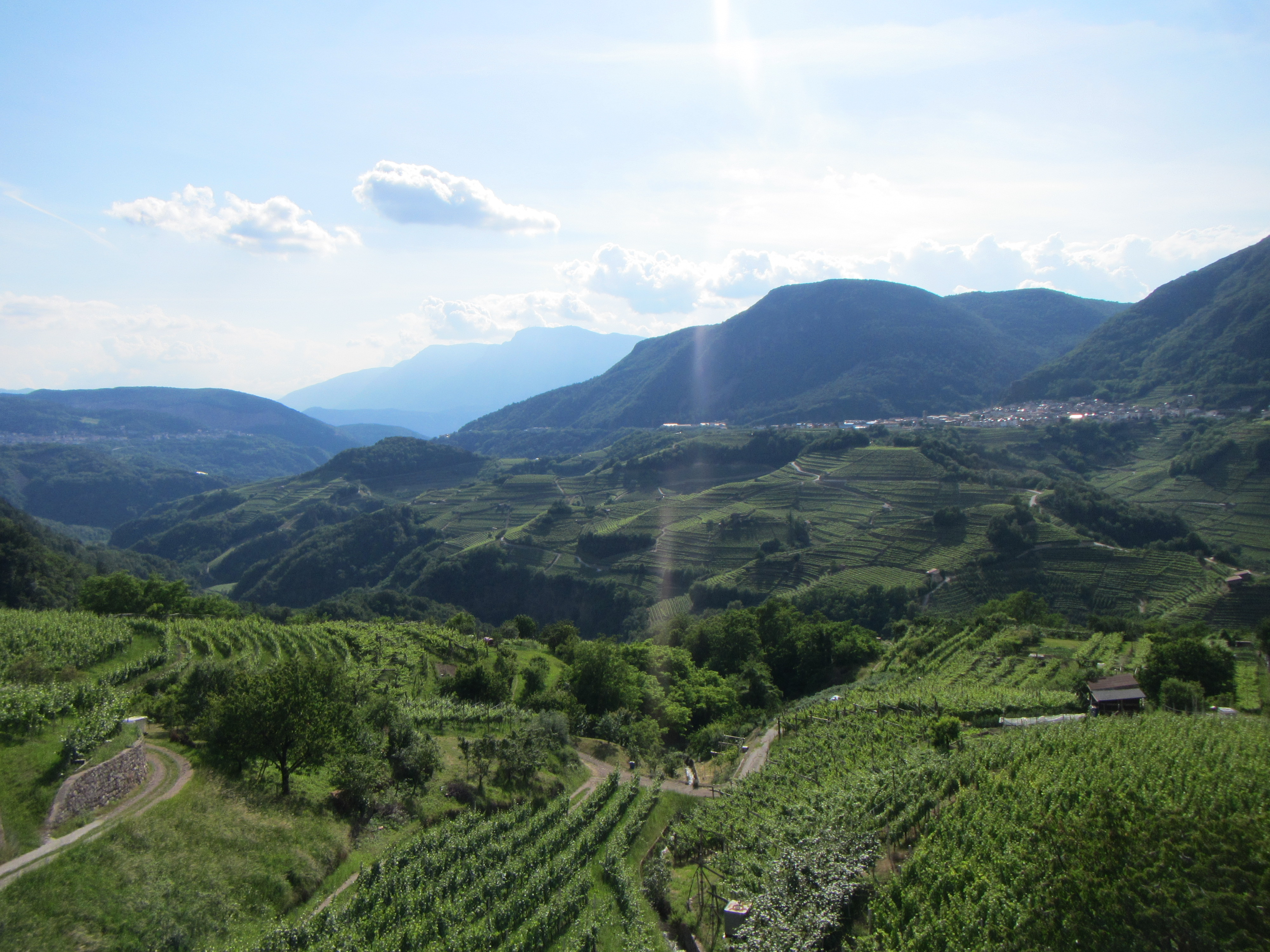
Cembratal bei Cembra
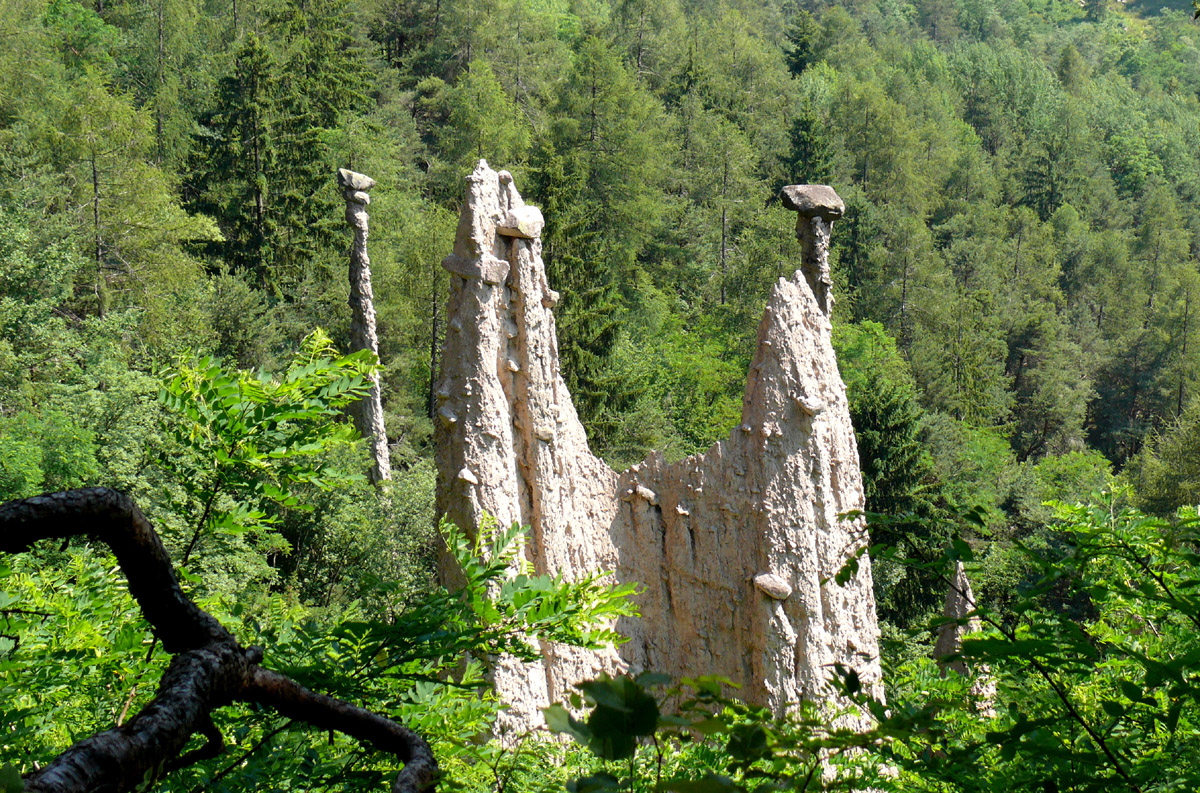
Erdpyramiden von Segonzano